# Воля Сенькова

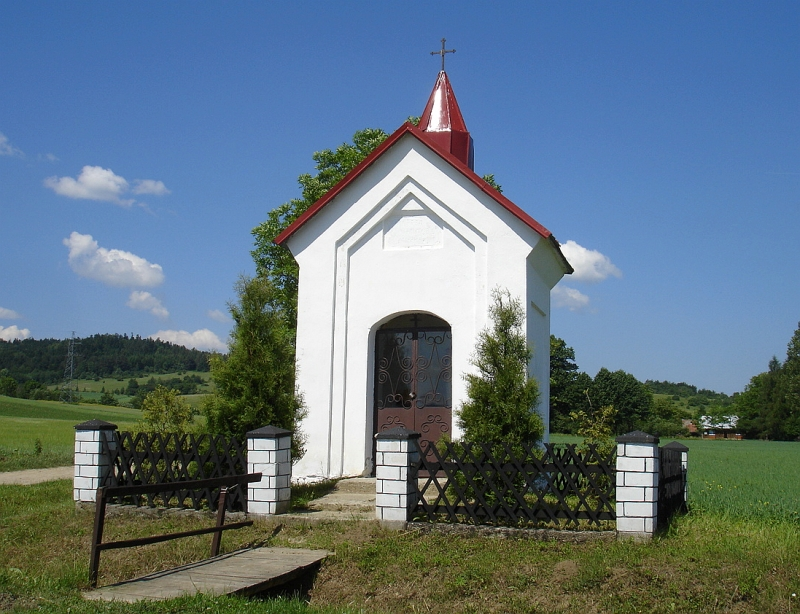
Придорожня капличка з 1907 року

Воля Сенькова (пол. Wola Sękowa) — лемківське село в Польщі, у гміні Буківсько Сяноцького повіту Підкарпатського воєводства.
Населення — 239 осіб (2011).

## Розташування
Знаходиться на берегах потоку Пельниця (права притока річки Віслок) за 4 км на північний захід від Буківсько, 13 км на захід від Сяніка, 61 км на південь від Ряшева, південніше воєводської дороги № 889.

## Походження назви
Назва села свідчить про заснування його в пізніші часи — часи кріпацтва, коли новозасновані села на відміну від старих сіл отримували період звільнення від феодальних повинностей і назву «Воля» з додатком імені власника-феодала.

## Історія
Перша згадка припадає на 1493 р. До 1772 р. село входило до складу Сяноцької землі Руського воєводства Речі Посполитої. З 1772 до 1918 року — у межах Сяніцького повіту Королівства Галичини та Володимирії монархії Габсбургів (з 1867 року Австро-Угорщини).
У 1889 р. в селі було 178 будинків і 1005 мешканців (854 грекокатолики, 135 римокатоликів і 14 юдеїв).
У міжвоєнний час у селі діяла читальня «Просвіти». В 1939 році в селі проживало 1270 мешканців, з них 1080 українців, 180 поляків і 10 євреїв. Село входило до Сяніцького повіту Львівського воєводства.
У вересні 1944 року під час Карпатсько-Дуклянської військової операції в селі базувалась німецька 68 піхотна дивізія, яка обороняла позиції від наступу зі сходу радянського 67 корпусу піхоти і 167 та 129 стрілецьких корпусів. В ході боїв з Чехословацьким армійським корпусом спалено всі житлові будинки, натомість уціліли церква, школа і фільварок.
В 1944—1946 р. частина українського населення виселена до СРСР. Ті 104 особи з села і 12 з присілку Розтоки, котрим вдалося залишитись, були зігнані Польським військом 28 квітня 1947 р. в збірний табір (гетто) в Буківську. На полі просто неба утримувались нещасні до завантаження у вагони. Далі вони депортовані до 10 травня 1947 р. в ході операції «Вісла» на північні та західні понімецькі землі Польщі.
У 1975-1998 роках село належало до Кросненського воєводства.

## Демографія
Демографічна структура станом на 31 березня 2011 року:
|          | Загалом | Допрацездатний вік | Працездатний вік | Постпрацездатний вік |
| -------- | ------- | ------------------ | ---------------- | -------------------- |
| Чоловіки | 117     | 19                 | 76               | 22                   |
| Жінки    | 122     | 15                 | 71               | 36                   |
| Разом    | 239     | 34                 | 147              | 58                   |

## Церква
Парафіяльна дерев’яна церква Арх. Михаїла збудована в 1864 р. (з 1930 р. — Буківський деканат), метричні книги велися з 1797 р. Церква зруйнована 1952 року.